# Sunshine (película de 2007)
Sunshine (titulada Sunshine: alerta solar en Hispanoamérica) es una película británica de ciencia ficción de 2007, dirigida por Danny Boyle y protagonizada por Cillian Murphy, Rose Byrne, Chris Evans, Cliff Curtis, entre otros.

## Argumento
En el año 2057 el Sol está muriendo y junto a él, la humanidad, haciendo que se haga una era del hielo. Una teoría indica que lanzando una bomba nuclear del tamaño de la Isla de Manhattan se podría reactivar el Sol. Así que se envió una nave llamada Icarus I a detonar una bomba, pero falló por razones desconocidas.
Siete años después, a una segunda nave, Icarus II, se le encomendó la misma misión, pero a diferencia de su predecesora ésta era la última oportunidad de salvar a la humanidad, pues la bomba fue construida con todo el material fisionable restante en la Tierra. 
Después de 16 meses de viaje, cada vez más cerca del Sol, la nave llegó a la Zona Muerta (un lugar donde ya no se podían enviar mensajes) antes de lo que se pensaba, por lo que la tripulación contó con solo 24 horas para enviar un mensaje antes de perder comunicación con la Tierra. Capa, el físico de la nave y el único capaz de lanzar la bomba, tardó demasiado pensando en qué decir, por lo que se tomó varios intentos para hacerlo bien, provocando que los demás tripulantes no pudieran enviar los suyos. Esto desencadenó una pelea entre Capa y Mace, otro miembro del equipo.
Después de tranquilizarse, la tripulación descubrió que el jardín de la nave que proveía de oxígeno comenzó a generar más del esperado a los 2/3 del viaje total hacia el Sol. Mientras, Kaneda, el capitán de la nave, miraba los registros de Icarus I tratando de descubrir en que falló para así evitar sufrir el mismo destino. 
Después de que la nave rebasó la órbita de Mercurio y viaja al sol para completar la misión, se recibió una señal de emergencia del Icarus I que no llegó a la Tierra debido a que se perdió entre la luz solar y el ruido de fondo. La tripulación creyó que hubo sobrevivientes en el Icarus I, por lo que Trey, el oficial de navegación, quiso cambiar la trayectoria hacia esta nave para buscar sobrevivientes y rescatarlos.
Mace considera no era una buena idea porque debían desviarse de la misión original, pues la existencia de la humanidad era mucho más importante que la vida de la tripulación del Icarus I. El psicólogo de la nave, el Dr. Searle le dio la razón a Mace, pero advierte la posibilidad de que la bomba funcionara era solo teórica pero al encontrase con el Icarus I tendrían dos bombas y una segunda oportunidad en caso de fallar con la primera.
Deciden votar, pero el Dr. Searle les recordó que no eran una democracia, y en realidad tampoco estaba en manos del capitán, sino de Capa por ser quien detonaría la bomba. Este, también advirtió no tener suficiente información sobre la eficiencia de la bomba transportada en la Icarus II, por lo que decidió ir al Icarus I para tener dos bombas disponible o usar las dos al mismo tiempo. 
Trey revisó los cálculos 3 veces y considera era seguro cambiar la dirección para interceptar ala nave Icarus I. Pero después la computadora de inteligencia artificial de la nave espacial Icarus II avisó de un daño ligero en el escudo térmico de la nave, debido a que Trey olvidó reajustar el ángulo del escudo térmico. 
Era posible repararlo, pero para ello debían salir dos tripulantes al exterior de la nave. el Capitán Kaneda preguntó quién se ofrecía como voluntario para acompañarlo a reparar el escudo, sin embargo Mace apuntó que Capa debía ser "voluntario" porque fue su decisión alterar la trayectoria de la nave y el fallo no habría ocurrido si no lo hubiera hecho, aunque muchos se oponen por el alto riesgo de la misión y solamente Capa podría conectar las dos bombas para hacerlas explotar juntas. 
Capa aceptó salir de la nave para reparar el escudo térmico de todos modos. La piloto de la nave, Cassie, les proveyó a Kaneda y a Capa toda la sombra posible al mantener la nave inclinada, pero a cambio de esto se quemaron las torres de comunicación 3 y 4, expuestas al calor del sol. Después pasó algo no previsto: los restos de las torres de comunicación reflejaron la luz solar al centro de la nave, al jardín, haciendo que todas las plantas se quemaran fuera de control. 
Corazón, la encargada del jardín, pidió entrar allí para intentar salvarlo, pero Mace le dijo que si lo hacía podía poner en peligro a toda la nave; así que no se lo permitió y le ordenó a Icarus II que liberara todo el oxígeno de los tanques en el jardín para que así, literalmente, "se consuma a sí mismo". El fuego se detuvo, pero se perdió el jardín y el oxígeno suficiente para regresar a la Tierra.
Mientras que Kaneda y Capa aún se encontraban afuera en el espacio reparando el escudo térmico de la nave Icarus II, la computadora de inteligencia artificial calculó la existencia de peligró si no giraba los escudos, por lo que tomó el control de la nave para devolverlos a su posición original, ignorando los comandos de la tripulación. 
Cassie trató de retomar el control ya que eso podría provocar la muerte de sus compañeros en el exterior; sin embargo, la computadora de inteligencia artificial de la nave Icarus II no se lo permitió. Cassie usó código de autorización para que Icarus le dejara el mando a ella, pero necesitaba de otro que lo confirmara. 
Cassie le pidió a Mace que la apoyará, pero él no quiso; luego se lo pidió al oficial de comunicación, Harvey, quien aceptó y la nave volvió a su posición inicial. Mace descontento con la elección, se comunicó secretamente con el Capitán Kaneda para que lo ayudara contramandando las directivas de Cassie y Harvey; Kaneda accedió pues consideró que la misión era más importante que sus vidas y le ordenó a Icarus II que volviera a la posición normal, la computadora lo hizo. Kaneda le mandó a Capa volver a la nave y que él terminaría de reparar el escudo, en el poco tiempo disponible ahora por el control de la computadora. Capa regresó mientras que Kaneda apenas consiguió reparar el escudo cuando la luz solar lo alcanzó causando su muerte.
Posteriormente debieron ir al encuentro de la primera nave enviada, la Icarus I dada su falta de oxígeno por los daños provocados en la nave Icarus I y tratar de tener una oportunidad para regresar a la Tierra en las dos naves, después de lanzar las dos bombas al sol. Searle, Capa, Mace y Harvey (que ahora estaba al mando) abordaron Icarus I, allí descubrieron que había suficiente comida, un jardín que creció descontroladamente al punto de parecer un bosque, con gran producción de oxígeno para el éxito de la misión y la primera bomba todavía funcionando según su programación inicial; lamentablemente, encontraron un error con la unidad de enfriamiento causado por un sabotaje, haciendo que la nave no se pudiera mover. 
Además encontraron a toda la tripulación del Icarus I en la sala de observación totalmente quemados, y un video grabado seis años y medio antes por el capitán del Icarus I en el que manifestó que habían abandonado la misión porque era "absurda", junto con varias referencias religiosas. De pronto la esclusa de aire de Icarus I y II se separó (debido a un sabotaje), dejando a Searle, Mace, Capa y Harvey atrapados en Icarus I. 
Solo quedaba un traje espacial, por lo que Capa, siendo el más importante ya que era el único que podía lanzar la carga, debió usarlo, a pesar de las protestas de Harvey. Pero después, Harvey y Mace se cubrieron con el forro de las paredes de Icarus I mientras se sujetaron a Capa al abrir la puerta para que la fuerza de empuje los llevara al Icarus II estando ambas naves alineadas correctamente, sin embargo Searle tuvo que quedarse para abrir la puerta. 
En el salto de nave a nave Harvey se soltó y murió congelado, Mace también estaba congelándose, pero sobrevivió y se recuperó pronto. Más tarde, la Icarus II que cubría con su escudo al Icarus I (pues al no funcionar la unidad de enfriamiento de ésta, los filtros del escudo tampoco lo hacían dejándola desprotegida), se apartó y el Dr. Searle murió quemado en la sala de observación por la luz del Sol, algo que lo había obsesionado durante toda la misión.
Corazón calculó cuanto oxígeno necesitaban para completar la misión, resultando ser suficiente para 4 personas; mas había 5 tripulantes (Capa, Corazón, Cassie, Mace y Trey) por lo que decidieron que uno debería morir. Eligieron a Trey ya que se le veía como posible suicida, al culparse del fallo en los escudos por su equivocación en los cálculos. Se le encargó a Mace la orden de matarlo. Trey estaba sedado, así que Mace fue a buscarlo a su cápsula pero no lo halló allí; cuando por fin lo encontró vio que él se suicidó por el error que tuvo (en un comentario en el DVD revelaron que Trey fue en realidad asesinado por el "quinto tripulante"). Mace culpó a Capa pues todas las muertes habían sido porque decidió cambiar la ruta, lo que originó una nueva pelea entre ambos.
Después en el cuarto de la bomba, Icarus II le avisó a Capa que no había suficiente oxígeno para completar la misión, Capa respondió diciendo que Corazón hizo el cálculo y que debería haber suficiente oxígeno para los 4; pero Icarus le informó que eran 5 tripulantes. Capa comentó que solo estaban él, Corazón, Cassie y Mace, pero la nave insistió en que había un quinto. 
Capa preguntó quién era ese otro y la nave le informa era un desconocido oculto en la sala de observación, por lo que Capa fue allí encontrándose con el Capitán Pinbacker quien fue el único sobreviviente del Icarus I y por estar en la sala de observación demasiado tiempo perdió su piel y se volvió loco. 
Él saboteó la misión porque creía que estaban contra la voluntad de Dios (también fue el quien saboteó la esclusa de aire). Él le hizo un corte Capa y lo persiguió mientras este corría. Capa lo detuvo un poco poniendo los filtros de la sala de observación al mínimo, llegó hasta un cuarto y se encerró allí. Pinbacker al no poder entrar cerró la puerta desde afuera, dejando a Capa atrapado, después saboteó la computadora del Icarus II para alejarse del sol. Tras ello, Pinbaker intentó matar a Cassie, la cual se esconde, encontrándose con el cuerpo de Trey.
Corazón encontró entre los restos del jardín quemado una pequeña planta que sobrevivió al incendio, ella pensó que eso les daría la oportunidad de tener más oxígeno poder volver a la Tierra, pero Pinbacker la asesinó antes de avisarle a alguien. Capa le comunicó a Mace lo sucedido y este fue a la sala de la computadora para meterla otra vez en congelante (del que la sacó Pinbacker) para funcionar nuevamente, pero mientras el mecanismo se sumergía su pie quedó atrapado y se empezó a desangrar, después murió congelado. 
Capa notó que debía lanzar la bomba manualmente, en una sonda liberada al sol para explotar muy cerca de las reacciones nucleares del sol. Las luces fueron apagadas y volvieron a encender, cuando se sumergió la computadora distrajeron a Pinbacker, en eso Cassie aprovechó para enterrarle a Pinbacker un cuchillo, logrando escapar al cuarto de la carga de la bomba, una sonda diseñada para desprenderse de la nave principal a gran velocidad. 
Capa logró escapar del cuarto donde estaba preso, activando el sistema de presión de aire, todo el aire saliera hacia el espacio (entre lo expulsado se encontraba el cuerpo de Corazón junto con la pequeña planta), esto provoca ser imposible el retorno a la Tierra, ahora será una misión suicida.
Capa se dirigió a la sala de la bomba para activarla y lanzar la sonda al sol, donde se encontró con Cassie. Pinbacker también estaba allí y le intentó matar diciéndole en su locura, "Dios le ordenó enviar a todos al cielo". Capa escapó de él con la ayuda de Cassie, quien herida le pidió a su compañero finalizar la misión, ahora convertida en una misión suicida. Pinbacker sabotea los controles de la nave Icarus II para activar la bomba y lanzar la sonda al sol a gran velocidad, Capa entra a la sonda, activa la bomba y desconecta la sonda con el material nuclear de la nave principal para ser lanzados juntos al sol, haciéndola explotar, consiguiendo ver brevemente en medio de la explosión nuclear, el interior del ardiente Sol por la distorsión del espacio-tiempo, mientras la sonda cae al interior del sol a gran velocidad.
Nueve minutos después, en la Tierra, la hermana de Capa y sus hijos recibieron su mensaje, cuando miraron al cielo vieron el Sol más brillante y el cielo diferente, tal como dijo Capa que ocurriría si la misión era un éxito.

## Reparto
- Cillian Murphy. Robert Capa. Astrofísico y Especialista de Carga
- Rose Byrne. Cassie. Piloto
- Michelle Yeoh. Corazón. Botánica e Ingeniera de Soporte Vital
- Chris Evans. Mace. Ingeniero electrónico
- Benedict Wong. Trey. Navegante e Ingeniero de Sistemas
- Troy Garity. Harvey. Oficial de comunicaciones (y oficial ejecutivo)
- Cliff Curtis. Dr Searle. Médico y psicólogo
- Hiroyuki Sanada. Kaneda. Capitán del Icarus II
- Chipo Chung. (Voz de Icarus)
- Mark Strong. Pinbacker (Capitán del Icarus I)